# Klaus Hess (Verleger)
Klaus A. Hess (* 13. Oktober 1948 in Detmold) ist ein deutscher Verleger.

## Lebensweg
Hess wuchs in Detmold, Ostwestfalen-Lippe auf und machte 1967 sein Abitur. Anschließend diente Hess vier Jahre als Offizier bei der Luftwaffe der Bundeswehr. 1972 ging Klaus Hess ins südliche Afrika, wo er vor allem in Südwestafrika einen Großteil des zehnmonatigen Aufenthaltes verbrachte. Diese Zeit prägte ihn für sein Leben, das er seitdem vor allem auch Namibia und den dortigen Menschen widmete. Am 3. Juli 1977 gründete er in Bonn die Deutsch-Namibische Gesellschaft (DNG), deren Vorsitz er im November 2023, nach 41 Jahren, an den ehemaligen deutschen Botschafter in Namibia, Christian Matthias Schlaga, abgab. Hess ist seitdem Ehrenpräsident.
Hess ist Geschäftsführer des von ihm 1995 in Göttingen gegründeten Klaus Hess Verlags, der vor allem Bücher zur Geschichte Namibias verlegt. Der Verlag ging aus der Veröffentlichung der Zeitschrift Namibia-Magazin der DNG hervor. Eine Tochtergesellschaft, Klaus Hess Publishers, wurde 2001 in Windhoek gegründet.
2019 wurde Hess mit dem Bundesverdienstkreuz am Bande ausgezeichnet.